# Radikal 176
Radikal 176 mit der Bedeutung „Gesicht“ ist eines von elf der 214 traditionellen Radikale der chinesischen Schrift, die mit neun Strichen geschrieben werden.
Mit 4 Zeichenverbindungen in Mathews’ Chinese-English Dictionary gibt es nur sehr wenige Schriftzeichen, die unter diesem Radikal im Lexikon zu finden sind.
Radikal Gesicht nimmt nur in der Langzeichen-Liste traditioneller Radikale, die aus 214 Radikalen besteht, die 176. Position ein. In modernen Kurzzeichen-Wörterbüchern kann es sich an ganz anderer Stelle finden. Im Neuen chinesisch-deutschen Wörterbuch aus der Volksrepublik China steht es zum Beispiel an zweiter Stelle und zwar unter einem gänzlich anderem Radikal.
Das Schriftzeichen entwickelte sich aus der bildlichen Darstellung eines menschlichen Gesichts, in dem die Augen zu sehen sind. Es existiert eine moderne Version mit einem Viereck – Zeichen für „Mund“ – im Innern des Rahmens; obwohl dieses Zeichen einen Strich weniger benötigt, wird es auch zu den mit neun Strichen gezählt.
Das Gesicht ist sehr wichtig für die Chinesen. „Jemandem Gesicht geben“ bedeutet, jemandes gesellschaftliche Position achten. „Das Gesicht verlieren“ heißt verachtet werden.

## Schriftzeichenverbindungen, die vom Radikal 176 regiert werden
| Striche | Zeichen |
| ------- | ------- |
| +0      | 面 靣   |
| +05     | 靤      |
| +06     | 靥      |
| +07     | 靦      |
| +12     | 靧      |
| +14     | 靨      |

 Im Unicodeblock Kangxi-Radikale ist das Radikal 176 unter der Codepointnummer 12.207 (U+2FAF) codiert.